# Freedom (Nowy Jork)
Freedom – miasto w Stanach Zjednoczonych, w stanie Nowy Jork, w hrabstwie Cattaraugus.